# Duo Bujie
Duo Bujie, conosciuto in Tibet con il nome di Topgyal (多布杰S, Duō BùjiéP; tibetano: སྟོབས་རྒྱལ།; Dagzê, 16 febbraio 1994), è un mezzofondista e maratoneta cinese.

## Biografia
Originario di una famiglia di pastori del Tibet, Topgyal inizia a disputare le prime gare a livello regionale nel 2009, inizialmente sui 5000 metri piani. Nel 2013 partecipa alle prime competizioni nazionali cinesi. L'anno successivo debutta con i colori cinesi ai Giochi asiatici di Incheon, classificandosi dodicesimo. Nel 2016 si qualifica alla maratona dei Giochi olimpici di Rio de Janeiro 2016. L'anno successivo, dopo aver partecipato ai Campionati asiatici in India, vince ai Giochi nazionali di Tientsin. Ai Giochi asiatici in Indonesia nel 2018, riporta la prima medaglia internazionale nella maratona.
Nel corso della mezza maratona alle Universiadi di Napoli, Topgyal e il compagno di squadra Peng Jianhua sono stati squalificati per aver usufruito del pit-stop di rifornimento fuori dalla zona designata dalla competizione. Nonostante non termini la corsa ai Mondiali in Qatar, Topgyal si qualifica agli inizi del 2020 ai Giochi olimpici di Tokyo 2020, prima della sospensione dell'edizione a causa della pandemia di Covid-19 nel mondo.

## Palmarès
| Anno | Manifestazione      | Sede           | Evento         | Risultato | Prestazione | Note |
| ---- | ------------------- | -------------- | -------------- | --------- | ----------- | ---- |
| 2014 | Giochi asiatici     | Incheon        | 5000 m piani   | 12º       | 14'13"74    |      |
| 2015 | Campionati asiatici | Wuhan          | 5000 m piani   | 5º        | 13'55"58    |      |
| 2015 | Mondiali            | Pechino        | 5000 m piani   | Batteria  | 14'07"35    |      |
| 2016 | Giochi olimpici     | Rio de Janeiro | Maratona       | 90º       | 2h24'22"    |      |
| 2017 | Campionati asiatici | Bhubaneswar    | 5000 m piani   | 5º        | 15'00"86    |      |
| 2018 | Giochi asiatici     | Giacarta       | Maratona       | Bronzo    | 2h18'48"    |      |
| 2019 | Campionati asiatici | Doha           | 10000 m piani  | 5º        | 28'57"31    |      |
| 2019 | Universiadi         | Napoli         | Mezza maratona | dq        | dq          |      |
| 2019 | Mondiali            | Doha           | Maratona       | dnf       | dnf         |      |

## Campionati nazionali
2014
- Bronzo ai campionati cinesi, 10000 m piani - 29'37"86
- 7º ai campionati cinesi, 5000 m piani - 14'30"68

2015
- Bronzo ai campionati cinesi, 5000 m piani - 13'55"53

2017
- Oro ai campionati cinesi, 10000 m piani - 29'32"82
- Argento ai campionati cinesi, 5000 m piani - 14'08"99

2019
- Oro ai campionati cinesi di maratona - 2h10'31"

2020
- Bronzo ai campionati cinesi, 10000 m piani - 30'02"67
- 4º ai campionati cinesi, 5000 m piani - 14'23"66

2021
- 27º ai campionati cinesi di maratona - 2h18'26"
- Bronzo ai campionati cinesi, 10000 m piani - 30'14"77
- Bronzo ai campionati cinesi, 5000 m piani - 14'07"50